# Міхневич Богдан Костянтинович
Богда́н Костянти́нович Міхне́вич  (4 жовтня 1951 — 19 червня 2000, Київ) — радянський і український звукорежисер, звукооператор.

## Біографія
Народився 4 жовтня 1951 року в Києві.
У 1974 році закінчив Київський політехнічний інститут. Працював на кіностудії імені Олександра Довженка.
У 1992 році в категорії «Найкраща робота звукооператора» номінувався на російську кінопремію «Ніка» (фільм «Ізгой»/«Пам'ятай» 1990 р., реж. В. Савельєв).
Був членом Національної спілки кінематографістів України.
Помер 19 червня 2000 року в Києві.

## Фільмографія
- «Бачу ціль» (1978, асистент звукооператора)
- «Поїзд надзвичайного призначення» (1979)
- «Снігове весілля» (1980)
- «Будемо чекати, повертайся» (1981, т/ф)
- «Сімейна справа» (1982, т/ф, 3 с)
- «Провал операції „Велика ведмедиця“» (1983)
- «Володчине життя» (1984, т/ф, 2 а)
- «Стрибок» (1985)
- «Щасливий, хто кохав...» (1985)
- «Солом'яні дзвони» (1987)
- «Грішник» (1988, звукооператор)
- «Вершина Візбора» (1989)
- «Смиренне кладовище» (1989)
- «Лебедине озеро. Зона» (1989)
- «Допінг для ангелів» (1990)
- «Етюди про Врубеля» (1990)
- «Подарунок на іменини» (1991)
- «Оберіг» (1991)
- «Ізгой»/«Пам'ятай» (1990)
- «Мелодрама із замахом на вбивство» (1992)
- «Серця трьох» (1992)
- «Гетьманські клейноди» (1993)
- «Грішниця в масці» (1993)
- «Жорстока фантазія» (1994)
- «Атентат — Осіннє вбивство в Мюнхені» (1995, у співавт. з Т. Чепуренко)
- «Сьомий маршрут» (1997, у співавт.)
- «Приятель небіжчика» (1997, у співавт.)
- «Пристрасть‎» (1998) ‎
- «Два місяці, три сонця» (1998)
- «Нескорений» (2000, у співавт.)
- «Мийники автомобілів» (2000) та інші фільми.